# Склопеност
Склопеност е термин в горското стопанство, с който се означава степента на доближеност на короните на дърветата. Степента на склопеност характеризира светлинния режим в насажденията, а оттам определя хода на развитие на подлеса и живата почвена покривка, дебелината на мъртвата горска постилка, възобновителните процеси в насажденията, характера на водния режим. До голяма степен от склопеността на насаждението зависи енергийният баланс на горската екосистема.
Склопеността на дадено насаждение се определя като съотношението на площта на хоризонталната проекция на короните на дървостоя към общата хоризонтална проекция на територията на насаждението. Максимална склопеност 1,0 е налице, когато тези две величини съвпадат, т.е. короните на дърветата се допират една до друга и покриват цялата площ на насаждението. За минимална склопеност се приема степента 0,1.
По степента им на склопеност се разграничават насаждения с:
- голяма склопеност – 1,0 – 0,9;
- средна склопеност – 0,7 – 0,6;
- ниска склопеност – 0,6 – 0,5;
- много малка склопеност – 0,4 – 0,3.

Насаждение със склопеност 0,3 – 0,1 се нарича редина; редината не е гора по смисъла на определението на това понятие, защото при толкова голямо отстояние между дърветата се смята, че липсва типичното за гората взаимодействие между дърветата.
Склопеността се определя по няколко начина:
- окомерно – чрез проектиране на короните на дърветата към небосвода и преценка на степента на покритие;
- чрез картиране на хоризонталните проекции на короните на дърветата с планиметър и други геодезични инструменти;
- фотометрично – с луксметър за измерване на осветеността, и хоризонтоскоп;
- чрез хоризонтално заснемане на склопа над короните и последваща компютърна обработка с въвеждане на данни за местоположението на заснетата площ.[2]

Когато между отделните части на насаждението се установява до две десети разлика в склопеността, се смята, че насаждението е с равномерен строеж; в противен случай – с неравномерен.